# サロン・デ・サン

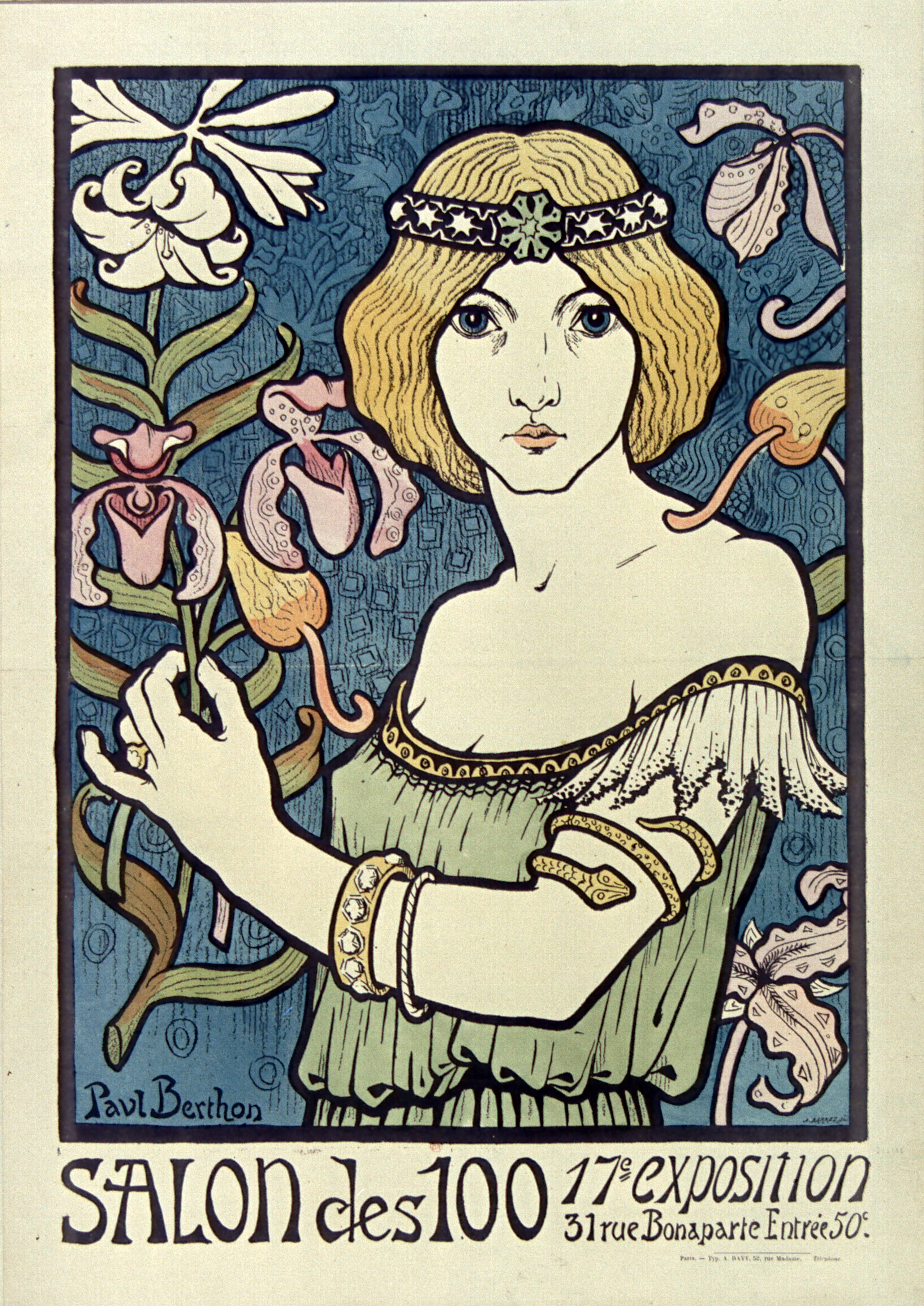
ポール・ベルトンによる第17回の展覧会ポスター

サロン・デ・サン（Salon des Cent、日本語訳例「百選展」）は、19世紀末に、フランスのパリで開かれた美術品の展示会である。ポスターや版画などの美術品を展示し、一般の美術愛好家にリーゾナブルな価格で販売するために開かれた 。同時代のグラフィック・アーティストたちが作品を発表する場所となった。1894年2月から1900年の終わりまでの間に53回開かれた。

## 概要
1889年に創刊された、美術文芸雑誌、「ラ・プリュム(La Plume、羽ペンの意)」は最初パリのアラゴ通りの出版社で出版されていたが、1891年7月に事務所をボナパルト通りに移したところ、新しい事務所には美術展示会をするのに十分な広さがあった。
1890年代に入って、多色刷り版画の進歩によって大きいサイズの広告用のポスターが作られるようになり、美術品として収集のアイテムになっていた。ヨーロッパやアメリカでアール・ヌーボーのスタイルのポスターは大きな需要を生んでいた。「ラ・プリュム」でも1893年11月号からポスター美術などの同時代の美術を特集するようになり、ピエール・ピュヴィス・ド・シャヴァンヌやジェームズ・アンソール、アレクサンドル・ファルギエール、アンデレ・デ・ガション、ウジェーヌ・グラッセ、アンリ・ド・グルー、アルフォンス・ミュシャ、オーギュスト・ロダンといった芸術家の特集が行われた。
サロン・デ・サンは建前としては100人の芸術家のグループ展ということから名前が付けられたが、参加者のすべてが会員であった訳ではなかった。シャヴァンヌやジュール・シェレ、グラッセ、マルスラン・デブータンといった芸術家は会員であったが、他の多くの参加者は作品の出展の依頼に応じただけだった。展覧会に審査員もいなければ、賞も設けられなかった。出展者は展示スペースを指定されて、そこに自由に作品を展示することができた。
毎回展覧会のポスターが制作され、「ラ・プリュム」の特別版が展覧会の目録の代わりになった。

## 展示会ポスター

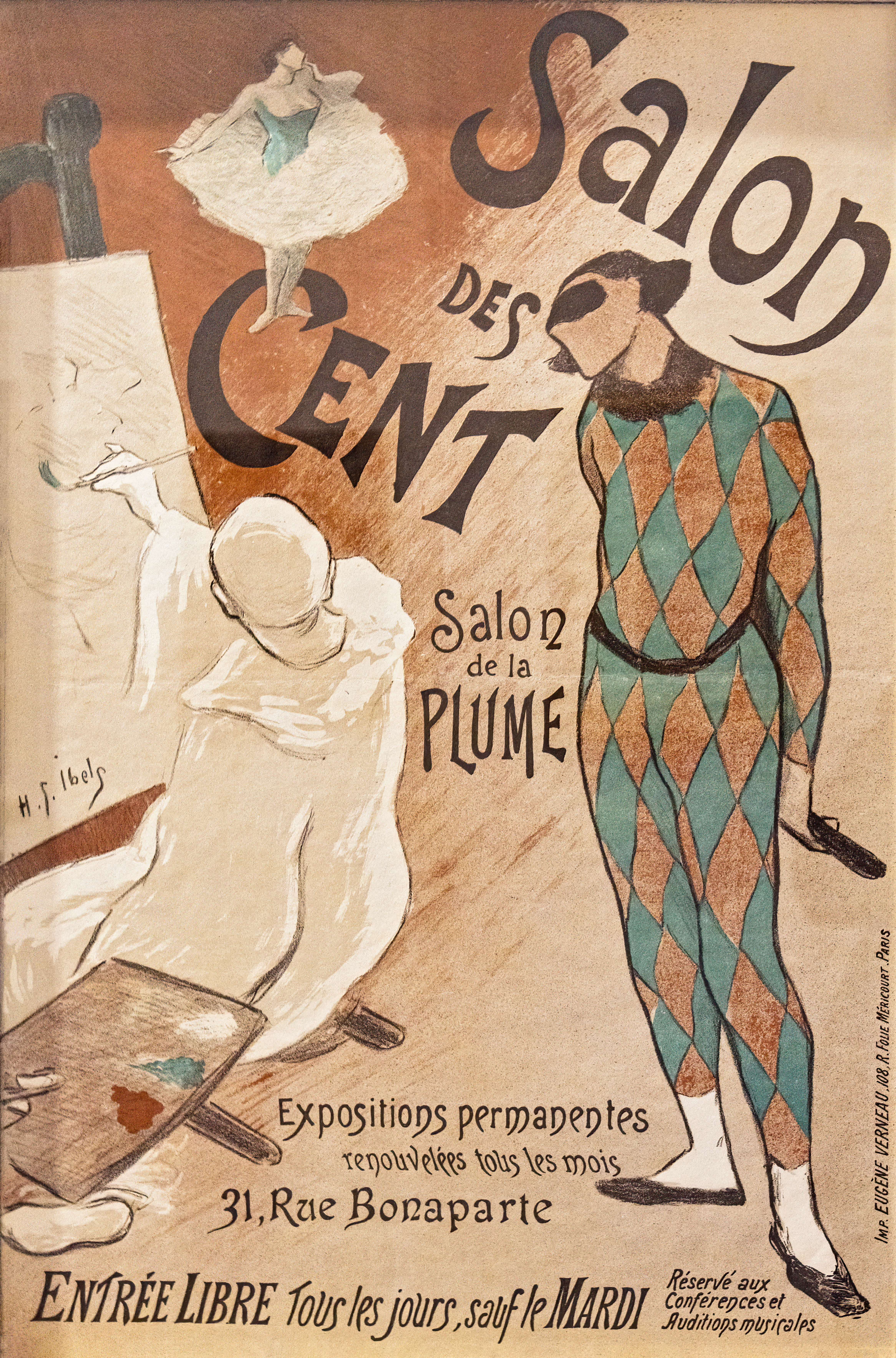
1893年第1回ポスター アンリ＝ガブリエル・イベルス作
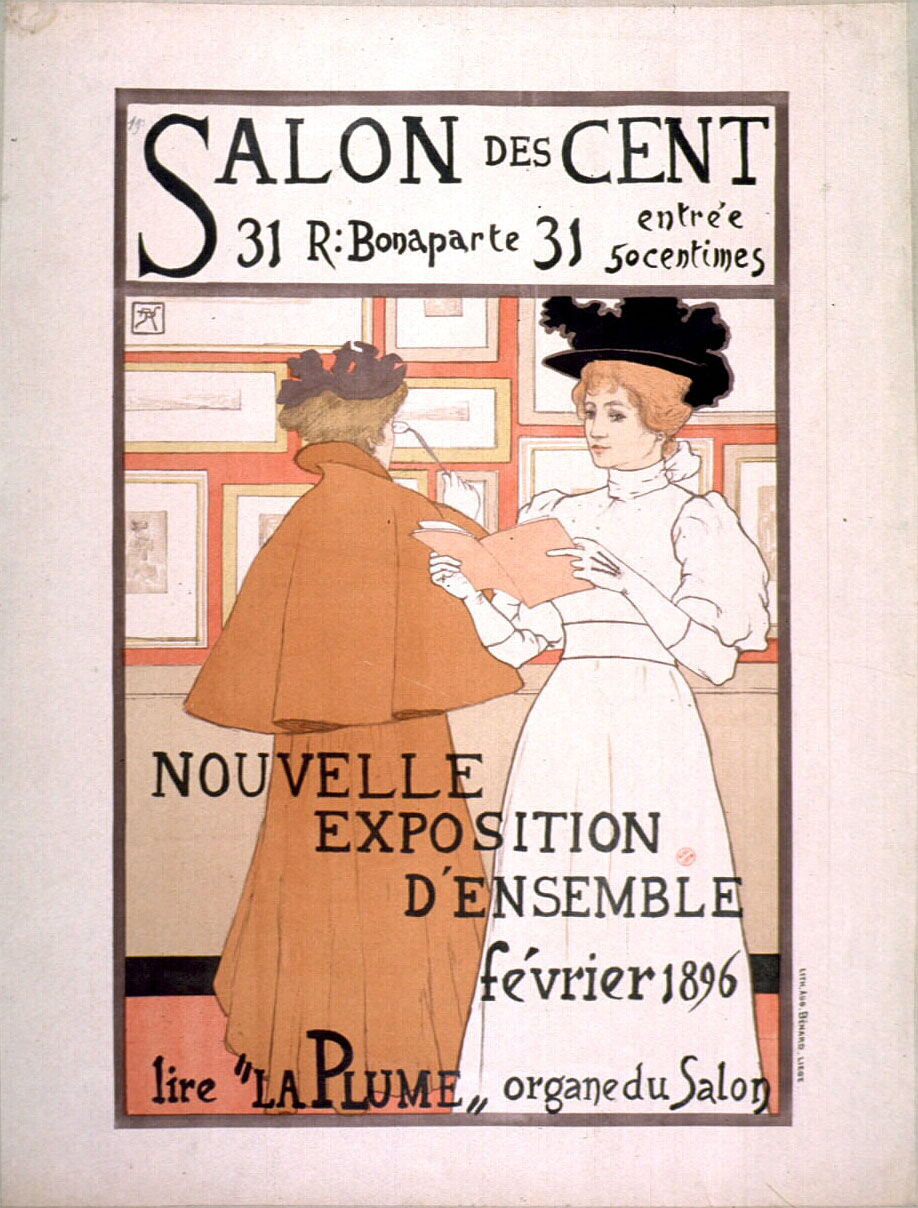
1895年のポスター アルマン・ラッサンフォス作
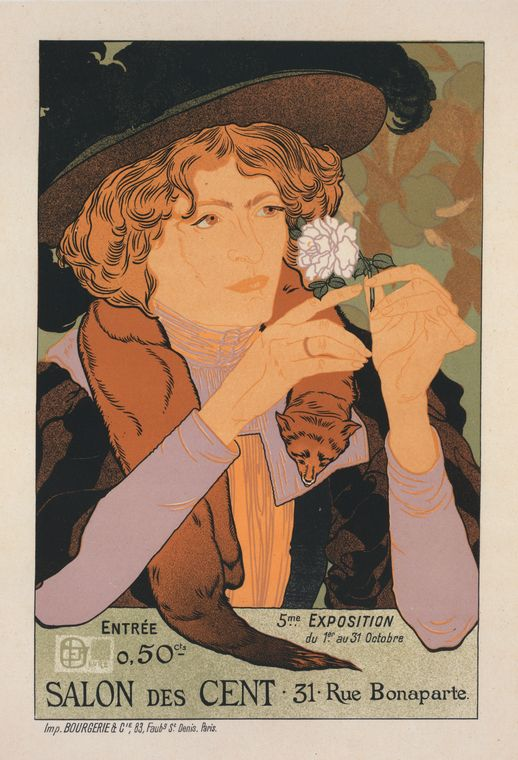
1895年のポスター ジョルジュ・ド・フール作
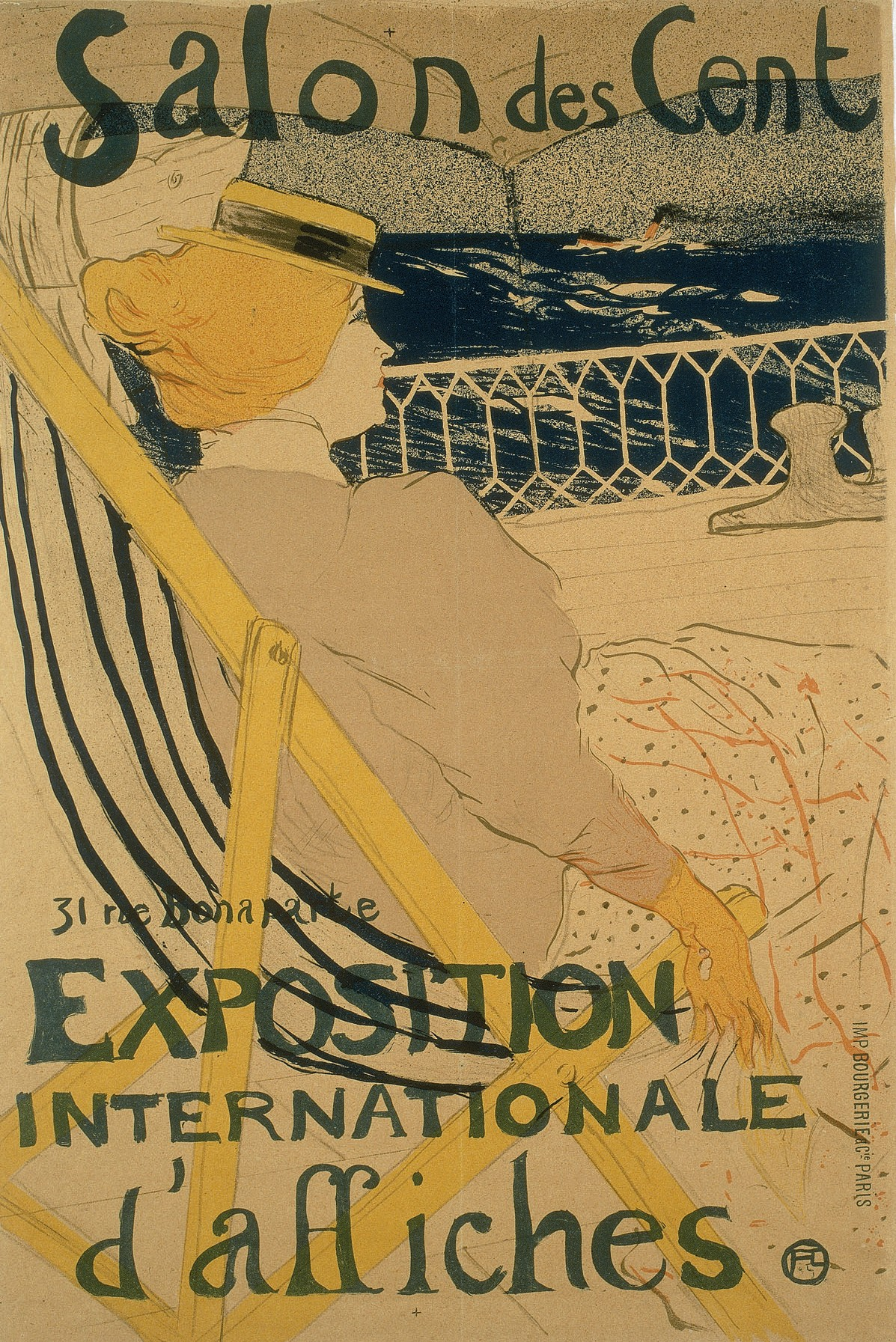
1895年のポスター ロートレック作
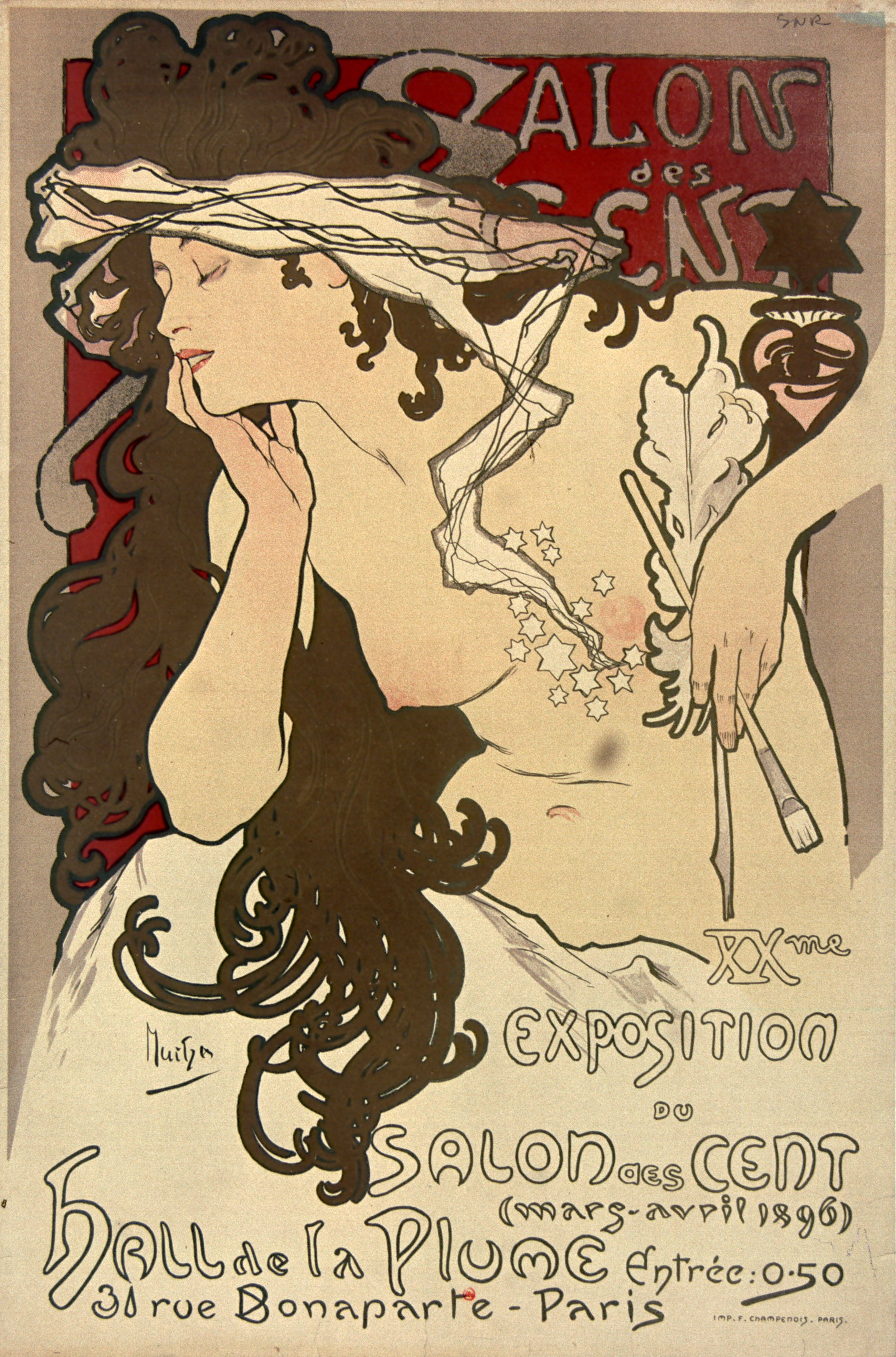
1896年のポスター アルフォンス・ミュシャ作
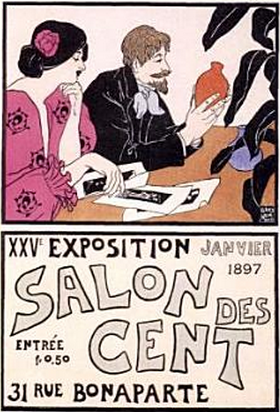
1897年のポスター Andrew Kay Womrath作
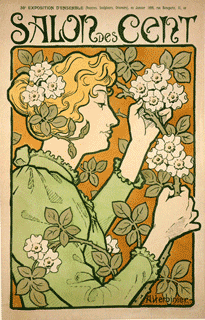
1897年のポスター Arsène Herbinier作
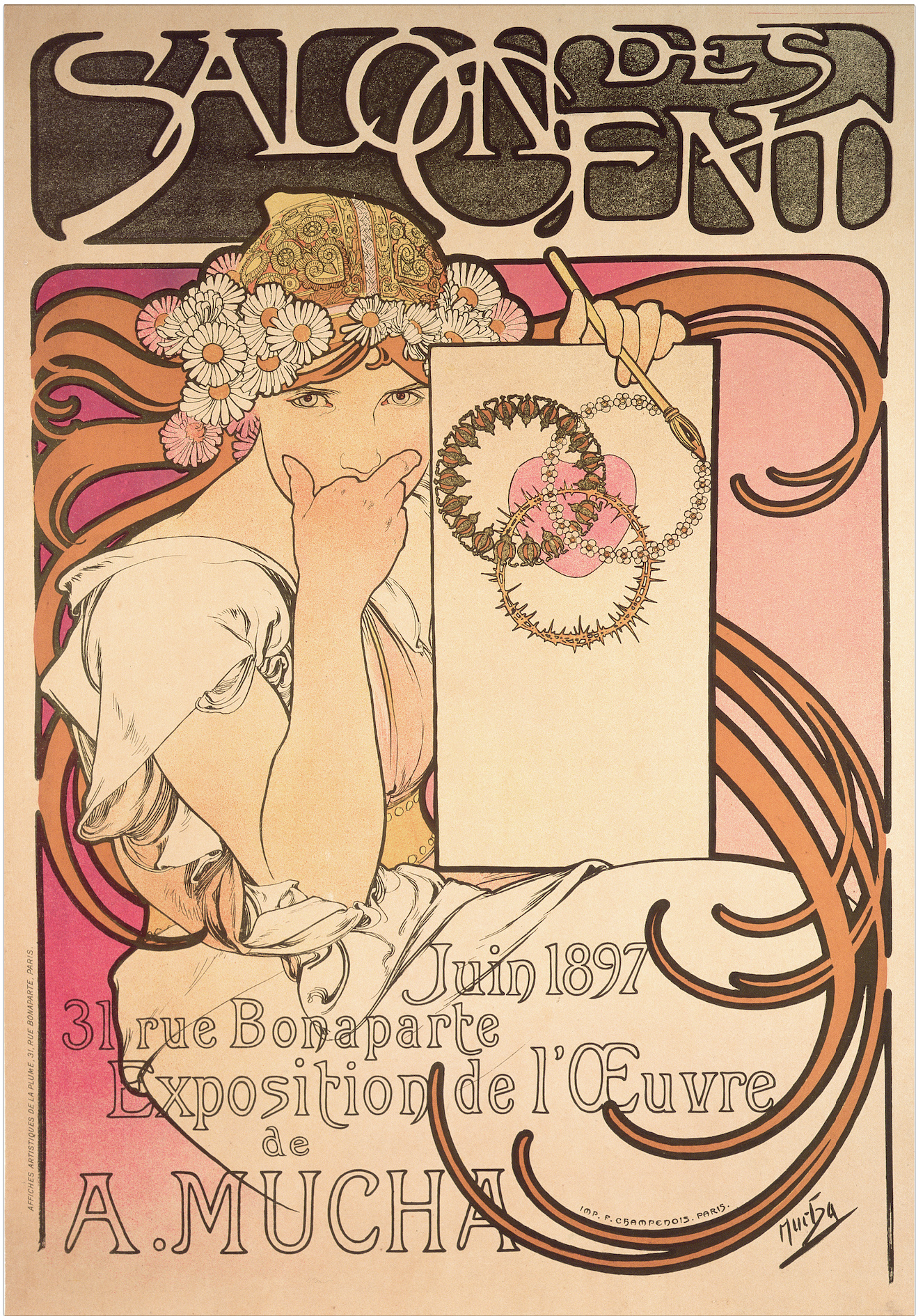
1897年のポスター アルフォンス・ミュシャ作
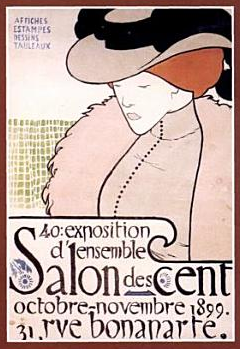
1899年のポスター アンリ・エヴェヌプール作
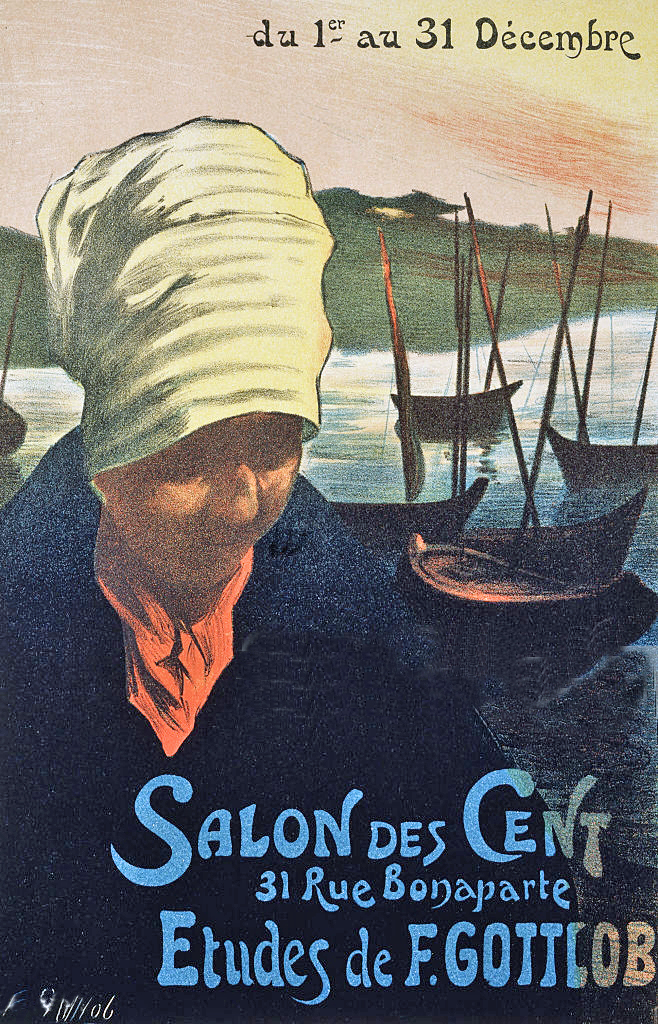
1899年のポスター Fernand Louis Gottlob作

## 展覧会参加者(一部)
- ジェームズ・アンソール
- アンリ＝ガブリエル・イベルス
- アンリ・エヴェヌプール
- アルフォンス・オスベール
- フランソワ・ギゲ
- アンリ・ギュスターヴ・ジョソ
- ウジェーヌ・グラッセ
- カミーユ・クローデル
- レオ・ゴーソン
- ジュール・シェレ
- アレクサンドル・セオン
- マルスラン・デブータン
- アンリ・ヴァン・デ・ヴェルデ
- モーリス・ドニ
- アンリ・パトリス・ディヨン
- エドガー・ドガ
- アンリ・ド・グルー
- アンリ・ド・トゥールーズ＝ロートレック
- アンリ＝テオフィル・ブイヨン
- アンリ・ブーテ
- ジョルジュ・ド・フール
- アベル・フェーブル
- ジャン＝ルイ・フォラン
- ポール・ベルトン
- ピエール・ボナール
- アンリ・マティス
- アルフォンス・ミュシャ
- ギュスターヴ・モロー
- アルマン・ラッサンフォス
- リシャール・ランフト
- ルイス・リード
- オディロン・ルドン
- アルフォンス・レヴィ
- ピエール・ロシュ
- フェリシアン・ロップス